# لوئیس پرز رودریگز
لوئیس پرز رودریگز (اسپانیایی: Luis Pérez Rodríguez‎؛ زادهٔ ۱۶ ژوئن ۱۹۷۴) دوچرخه‌سوار اهل اسپانیا است. وی در مسابقات تور دو فرانس شرکت کرده است.